# Фатальні діаманти
Фатальні діаманти (рос. Алмазы шаха) — український художній фільм 1992 року режисера Бориса Небієрідзе, зфільмований компанією «Укртелефільм».

## Синопсис
Головний герой Михайло (Євген Леонов-Гладишев), бармен одного з валютних барів Ялти, витратив купу грошей, залицяючись до блондинки Галини (Олександра Колкунова). Щоб повернути борги, він разом зі своїм другом Аліком (Семен Фарада) вирішує пограбувати квартиру антиквара, де у приватній колекції знаходяться сімнадцять діамантів по двадцять каратів на суму в кілька мільйонів доларів. Розслідування пограбування з убивством доручено слідчому Юрію Железнікову (Лев Дуров), який повинен знайти викрадені діаманти.

## У ролях
| Актор                 | Роль                                        |
| --------------------- | ------------------------------------------- |
| Олександра Колкунова  | Галина, головна роль                        |
| Євген Леонов-Гладишев | Михайло, бармен                             |
| Семен Фарада          | Алік                                        |
| Лев Дуров             | Юрій Железніков, слідчий                    |
| Ігор Дмитрієв         | дядько Володя, антиквар                     |
| Юрій Кузнєцов         | Іванов, лікар                               |
| Олена Тонунц          | Олена, дружина дядька Володі                |
| Сергій Пономаренко    | Костя                                       |
| Дмитро Щербина        | Віктор, оперативник                         |
| Олександра Яковлєва   | Олеся, повія                                |
| Валентин Макаров      | міліціонер                                  |
| Леонід Кулагін        | військовий аташе                            |
| Ксенія Рябінкіна      | епізодична роль                             |
| Володимир Абазопуло   | бандит                                      |
| Олександр Яковлєв     | Олексій Петрович, старший лейтенант міліції |
| Олена Андерегг        | Любов Олександрівна                         |
| Марія Барабанова      | сусідка                                     |
| Сергій Мезенцев       | старшина міліції                            |
| Сергій Жигунов        | епізодична роль                             |
| Володимир Нечипоренко | епізодична роль                             |
| Іван Кадубець         | епізодична роль                             |
| Світлана Копилова     | епізодична роль                             |
| Ольга Бітюкова        | епізодична роль                             |
| Микола Погодін        | епізодична роль                             |
| Мераб Боцвадзе        | епізодична роль                             |
| Теймураз Тавадзе      | епізодична роль                             |
| Йосип Молодинашвілі   | епізодична роль                             |
| Євген Шах             | епізодична роль                             |
| Віктор Демерташ       | епізодична роль                             |
| Юрій Ніколаішвілі     | епізодична роль                             |
| Юрій Саранцев         | епізодична роль                             |
| Марина Мезенцева      | епізодична роль                             |
| Олексій Адаменко      | епізодична роль                             |
| Едґар Маліньш         | епізодична роль                             |
| Наталя Гончарова      | епізодична роль                             |
| Марина Вейс           | епізодична роль                             |
| Станіслав Коренєв     | епізодична роль                             |

## Творча група
- Режисер-постановник: Борис Небієрідзе
- Режисер: Жанна Гусакова
- Композитор: Ігор Стецюк
- Сценаристи: Анатолій Ромов[ru],
- Оператор-постановник: Ігор Приміський
- Оператор: Юрій Хорєв
- Звукорежисер: Георгій Стремовський
- Режисери монтажу: Клавдія Копєйкіна
- Художник-постановник: Едуард Колесов
- Художник-костюмер: Лариса Жуковська
- Художники-гримери: Олег Глінський, Олена Ратушна
- Музичний редактор: Жанна Бебешко
- Директор: Олександр Шехтер